# نورث بالم بيتش
نورث بالم بيتش (بالإنجليزية: North Palm Beach)‏ هي مدينة أمريكية تقع في ولاية فلوريدا. تبلغ مساحة هذه المدينة 15 (كم²)،ويبلغ عدد سكانها 12064 نسمة حسب إحصاء سنة 2010 م 12064.تشير إحصاءات سنة 2000م بأن الكثافة السكانية في هذه المدينة تقدر بـ(1308.1) نسمة/كم2 

## التركيبة السكانية
حدّد مكتب تعداد الولايات المتحدة بيانات التركيبة السكانية لنورث بالم بيتش في تعداد الولايات المتحدة. في ما يلي، التركيبة السكانية حسب تعدادي 2000 و2010.

### تعداد عام 2000
بلغ عدد سكان نورث بالم بيتش 12,064 نسمة بحسب تعداد عام 2000، وبلغ عدد الأسر 6,196 أسرة وعدد العائلات 3,327 عائلة مقيمة في القرية. في حين سجلت الكثافة السكانية 880.6 نسمة لكل كيلومتر مربع (2,280.7/ميل2). وبلغ عدد الوحدات السكنية 7,325 وحدة بمتوسط كثافة قدره 534.7 لكل كيلومتر مربع (1,384.9/ميل2).
وتوزع التركيب العرقي للقرية بنسبة 96.22% من البيض و0.93% من الأمريكيين الأفارقة و0.09% من الأمريكيين الأصليين و1.22% من الأمريكيين ذوي الأصول الآسيوية و0.02% من سكان جزر المحيط الهادئ و0.50% من الأعراق الأخرى و1.02% من عرقين مختلطين أو أكثر و3.53% من الهسبانيون أو اللاتينيون من أي عرق.
بلغ عدد الأسر 6,196 أسرة كانت نسبة 16.2% منها لديها أطفال تحت سن الثامنة عشر تعيش معهم، وبلغت نسبة الأزواج القاطنين مع بعضهم البعض 45.4% من أصل المجموع الكلي للأسر، ونسبة 6% من الأسر كان لديها معيلات من الإناث دون وجود شريك، بينما كانت نسبة 2.4% من الأسر لديها معيلون من الذكور دون وجود شريكة وكانت نسبة 46.3% من غير العائلات. تألفت نسبة 39.3% من أصل جميع الأسر من عدة أفراد يعيشون في نفس المنزل ونسبة 19.1% كانت تتألف من شخص يعيش بمفرده يبلغ من العمر 65 عاماً أو أكثر. وبلغ متوسط حجم الأسرة المعيشية 1.95، أما متوسط حجم العائلات فبلغ 2.58.
بلغ العمر الوسطي للسكان 50.4 عاماً. وكانت نسبة 14.3% من القاطنين تحت سن الثامنة عشر، وكانت نسبة 3.9% بين الثامنة عشر والرابعة والعشرين عاماً، ونسبة 24.2% كانت واقعةً في الفئة العمرية ما بين الخامسة والعشرين والرابعة والأربعين عاماً، ونسبة 26.7% كانت ما بين الخامسة والأربعين والرابعة والستين، ونسبة 30.8% كانت ضمن فئة الخامسة والستين عاماً فما فوق. يوجد لكل 100 أنثى 94.6 ذكر، ويوجد لكل 100 أنثى في الثامنة عشر من عمرها فما فوق 92.0 ذكر.
بلغ متوسط دخل الأسرة في القرية 53,163 دولارًا، أما متوسط دخل العائلة فبلغ 69,104 دولارًا. وكان متوسط دخل الذكور 41,709 دولارًا مقابل 32,080 دولارًا للإناث. وسجل دخل الفرد الخاص بالقرية 39,564 دولارًا. وكانت نسبة 1.3% من العائلات ونسبة 3.9% من السكان تحت خط الفقر، وكان من هؤلاء نسبة 1.9% تحت سن الثامنة عشر ونسبة 4.3% في الخامسة والستين من العمر وما فوق.

### تعداد عام 2010
بلغ عدد سكان نورث بالم بيتش 12,015 نسمة بحسب تعداد عام 2010، وبلغ عدد الأسر 6,093 أسرة وعدد العائلات 3,174 عائلة مقيمة في القرية. في حين سجلت الكثافة السكانية 877 نسمة لكل كيلومتر مربع (2,271.4/ميل2). وبلغ عدد الوحدات السكنية 7,710 وحدة بمتوسط كثافة قدره 562.8 لكل كيلومتر مربع (1,457.6/ميل2).
وتوزع التركيب العرقي للقرية بنسبة 93.34% من البيض و2.66% من الأمريكيين الأفارقة و0.08% من الأمريكيين الأصليين و1.70% من الأمريكيين ذوي الأصول الآسيوية و0.01% من سكان جزر المحيط الهادئ و0.90% من الأعراق الأخرى و1.31% من عرقين مختلطين أو أكثر و6.87% من الهسبانيون أو اللاتينيون من أي عرق.
بلغ عدد الأسر 6,093 أسرة كانت نسبة 16.6% منها لديها أطفال تحت سن الثامنة عشر تعيش معهم، وبلغت نسبة الأزواج القاطنين مع بعضهم البعض 42.1% من أصل المجموع الكلي للأسر، ونسبة 6.9% من الأسر كان لديها معيلات من الإناث دون وجود شريك، بينما كانت نسبة 3.1% من الأسر لديها معيلون من الذكور دون وجود شريكة وكانت نسبة 47.9% من غير العائلات. تألفت نسبة 39.2% من أصل جميع الأسر من عدة أفراد يعيشون في نفس المنزل ونسبة 18.3% كانت تتألف من شخص يعيش بمفرده يبلغ من العمر 65 عاماً أو أكثر. وبلغ متوسط حجم الأسرة المعيشية 1.97، أما متوسط حجم العائلات فبلغ 2.63.
بلغ العمر الوسطي للسكان 51.8 عاماً. وكانت نسبة 14% من القاطنين تحت سن الثامنة عشر، وكانت نسبة 5.1% بين الثامنة عشر والرابعة والعشرين عاماً، ونسبة 19.7% كانت واقعةً في الفئة العمرية ما بين الخامسة والعشرين والرابعة والأربعين عاماً، ونسبة 31.9% كانت ما بين الخامسة والأربعين والرابعة والستين، ونسبة 29.3% كانت ضمن فئة الخامسة والستين عاماً فما فوق. وتوزع التركيب الجنسي للسكان بنسبة 48.9% ذكور و51.1% إناث.